# Barings Bank
Barings Bank (de 1762 a 1995) fue la compañía bancaria comercial más antigua de Londres hasta su colapso en 1995 después de que uno de los empleados, Nick Leeson, perdiese 827 millones de libras, aproximadamente 1200 millones de dólares en 1995, fundamentalmente especulando en contratos de futuros.

## Historia
El Barings Bank (Banco Barings) fue fundado en 1762 con el nombre de 'John and Francis Baring Company' por Sir Francis Baring, hijo de John Baring, originario de Bremen, Alemania. La familia Baring se trasladó desde  Alemania a Inglaterra.
En 1806, su hijo Alexander Baring entró en la empresa y cambiaron el nombre por Baring Brothers & Co., fusionándola con las oficinas londinenses de Hope & Co. donde Alexander colaboró con Henry Hope. 
Barings tuvo una larga historia. En 1802, financió la adquisición de Luisiana, a pesar de que Gran Bretaña estaba en guerra con Francia, y de que la venta tuvo como efecto la financiación del esfuerzo bélico de Napoleón. Técnicamente los Estados Unidos no adquirieron Luisiana de Napoleón, sino de los hermanos Baring y la empresa Hope & Co. El pago de la transacción fue hecho en bonos de los Estados Unidos, que Napoleón vendió a Barings con un descuento de 87 1/2 por cada $100. Como resultado, Napoleón recibió solamente 8.831.250$ en efectivo. Alexander Baring, trabajando para Hope & Co., conferenció con el director del Tesoro Público francés François Barbé-Marbois en París, y después fue a Estados Unidos para recoger los bonos antes de llevárselos a Francia.
Posteriormente, algunas inversiones arriesgadas llevaron a la firma a sufrir serios problemas por la sobreexposición a la deuda argentina y uruguaya y el banco tuvo que ser rescatado en el pánico de 1890 por un consorcio organizado por el gobernador del Banco de Inglaterra, William Lidderdale, . Mientras que la recuperación de este incidente fue rápida, destruyó la antigua baladronada de la compañía. 
Su nuevo y moderado comportamiento lo hizo un más apropiado representante de las organizaciones británicas. De esta manera, la compañía estableció vínculos con el rey Jorge V, comenzando una relación estrecha con la monarquía británica que perduraría hasta la quiebra de Barings (Diana Spencer, princesa de Gales, era la bisnieta de uno de los integrantes de la familia Baring). Los descendientes de las primeras cinco ramas masculinas de la familia Baring fueron todos nombrados nobles con los títulos de lord Revelstoke, conde de Northbrook, lord Ashburton, lord Howick de Glendale y conde de Cromer. La moderación de la compañía durante este período le costaría su preeminencia en el mundo de las finanzas, pero después produciría dividendos cuando su negativa de dar una oportunidad de financiar la recuperación de Alemania de la Primera Guerra Mundial le evitó las dolorosas pérdidas experimentadas por otros bancos británicos al principio de la Gran Depresión.

## Acontecimientos que llevaron al colapso del Banco Barings
Las actividades del Banco Barings en Singapur entre 1992 y 1995 permitieron a Nick Leeson operar efectivamente sin supervisión del Banco Barings en Londres. Leeson actuaba a la vez como jefe de operaciones de liquidación (ocupándose de asegurar la contabilidad exacta) y como encargado de piso para los negocios de Barings en el Intercambio Monetario Internacional de Singapur (SIMEX), aunque las posiciones deberían haber sido llevadas a cabo normalmente por dos empleados. Esto colocó a Leeson en la posición de presentar informes a una oficina dentro del Banco Barings que él mismo administraba. Varios observadores (y Leeson mismo) han atribuido mucha de la culpa a las deficientes prácticas de auditoría interna y gestión de riesgos del propio banco.
Por la ausencia de supervisión, Leeson fue capaz de hacer aparentemente pequeñas apuestas en el mercado de futuros y cubrir sus pérdidas al reportar pérdidas como ganancias al Barings en Londres. Específicamente, Leeson alteró la cuenta de errores de la sucursal, que luego sería conocida por su número de cuenta 88888 como la "cuenta de los cinco ochos", para evitar que la oficina de Londres recibiese los reportes diarios estándar sobre comercio, precio y estado. Leeson alega que las pérdidas comenzaron cuando una de sus colegas compró contratos cuando debería haberlos vendido.
Usando la "cuenta de los cinco ochos" oculta, Leeson comenzó a comerciar agresivamente en futuros y opciones en el SIMEX. Sus decisiones provocaban pérdidas de grandes sumas, pero él usaba dinero confiado al banco por subsidiarias para el uso en sus propias cuentas. Llegó a falsificar registros de comercio en los sistemas informáticos del banco, y usó dinero destinado al pago de márgenes y otras actividades.
Al principio, la administración del Barings Bank en Londres felicitó y recompensó a Leeson por lo que parecían ser sus destacadas ganancias al comerciar. Sin embargo, su suerte se acabó cuando el terremoto de Kobe envió a los mercados financieros de Asia en barrena. Leeson apostó a una recuperación rápida del Nikkei Stock Average que no se materializó.
Para ese entonces, auditores del Barings Bank descubrieron finalmente el fraude, próximo al momento en que el presidente del banco, Peter Barings, había recibido una nota de confesión de Leeson, pero ya era demasiado tarde. Las actividades de Leeson habían generado pérdidas totalizando 827 millones de libras (1200 millones de dólares), el doble del capital de comercio disponible del banco. El Banco de Inglaterra intentó un rescate de fin de semana pero fue infructuoso. Barings fue declarado insolvente el 26 de febrero de 1995. El colapso fue dramático, al haber sido repentinamente retenidos los bonos de sus empleados en el mundo.
Barings fue comprado por el banco y compañía de seguros neerlandés ING por la suma nominal de 1 libra, haciéndose cargo de todos los pasivos de Barings. Por lo tanto, Barings Bank, ya no existe como corporación independiente, a pesar de que el nombre Barings aún vive como Baring Asset Management (Gestión de Activos Baring). BAM fue dividida y vendida por ING a MassMutual y Northern Trust en marzo de 2005. 
Nick Leeson huyó de Singapur pero fue arrestado en Alemania y extraditado de nuevo a Singapur, donde lo condenaron por fraude y fue encarcelado durante seis años. Durante su presidio escribió una autobiografía, titulada Rogue Trader, donde cuenta los acontecimientos que condujeron al derrumbamiento. Fue adaptada al cine en la película del mismo título, protagonizada por Ewan McGregor.

## Otras lecturas
- Rogue Trader (1996, hardcover) ISBN 0-316-51856-5; (1997, softcover) ISBN 0-7515-1708-9, Book by Nick Leeson giving his account of the Barings Bank collapse.